# Lissocarcinus orbicularis
Lissocarcinus orbicularis is een krabbensoort uit de familie van de Portunidae. De wetenschappelijke naam van de soort is voor het eerst geldig gepubliceerd in 1852 door Dana.